# Angelo Rangheri
Angelo Rangheri (Verona, 1671 – Verona, 1740) è stato uno scultore italiano.

## Biografia
Angelo Rangheri, insieme a Giovanni Battista, suo padre, fu a capo di una delle maestranze più rinomate per la produzione di arredi sacri nel XVII secolo. Fin dal primo laboratorio artigiano, la passione per il marmo e per la scultura hanno contraddistinto l'impegno delle maestranze del giovane Angelo, contribuendo a creare nel tempo un ricco patrimonio di esperienza.
Attraverso altari, amboni, battisteri, cibori l'artista ha potuto esercitare al meglio la raffinata sapienza dell'impiego di diversi materiali negli intagli, negli intarsi e nell'impeccabile attenzione per il dettaglio. 
Gli altari, in particolare, furono uno dei settori di punta nell'attività della famiglia Rangheri, perché più vicina all'opera d'arte che al complemento d'arredo, questa produzione è sempre stata la più congeniale per far risaltare tutta la bellezza del marmo. La composizione seguiva uno stile tipico nel barocco italiano: al parallelepipedo in bianco di Carrara era accostato un paliotto decorato da una patera in rosso di Verona, talvolta ostentante il loculo con le reliquie del Santo al quale era consacrata la Chiesa. Delle sue opere si ricordano, tra l'altro, l'altare di San Michele nel Duomo di Verona, gli altari ed il tabernacolo nella Chiesa San Francesco Saverio in Trento e il sepolcro di Santa Caterina in Bologna. 